# Les Chroniques de Zorro
Pour les articles homonymes, voir Zorro (homonymie).
Les Chroniques de Zorro (ou Zorro, les Chroniques) est une série télévisée d'animation française en 26 épisodes de 22 minutes produite par Cyber Group Studios et diffusée à partir du 18 octobre 2015 dans l'émission Dimanche Ludo sur France 3.
Au Québec, elle a été diffusée à partir du 11 janvier 2016 à Télé-Québec.
Il a fallu quatre ans pour créer cette série entièrement réalisée en images de synthèse.

## Synopsis
Californie, 1820. Diego de la Vega et son ami Bernardo ont fini leurs années d'études en Espagne et retournent dans leur famille. Tout en retrouvant son père, Don Alejandro et sa sœur jumelle Inès, Diego découvre que Los Angeles est sous la coupe du commandant Monasterio. Il décide de se faire passer pour un paresseux oisif en journée puis prend le masque de Zorro pour combattre l'injustice la nuit.

## Distribution
- Valéry Schatz : Don Diego de la Vega / Zorro
- Sandra Lou : Inès de la Vega
- Karine Foviau : Carmen de Villalonga
- Patrice Dozier : Don Luis de Villalonga
- Stéphanie Hédin : Doña Isabella Verdugo et Doña Maria, domestique de la famille de la Vega
- Paul Borne : le Commandant Monasterio
- Pascal Casanova : le Sergent Garcia
- Fabrice Fara : Caporal Gonzales et Carlos, l'aubergiste
- Juan Llorca : Huma, le chef indien et Don Antonio Malapensa, le fils de Don Rodrigo Malapensa
- Michel Voletti : Don Esteban Parasol, le gouverneur de Californie
- Michel Bedetti
- Bernard Bollet[3]
- Vincent de Bouard[3]
- Maïk Darah[3]
- Jean-Christophe Dollé[3]
- Tony Joudrier[3]
- Patrick Messe[3]

 Source et légende : version française (VF) sur RS Doublage

## Production

### Développement
La production de la série est lancée en 2013. Elle est co-produite par Zorro Productions International et Blue Spirit Studio.
Le récit et son personnage sont basés sur l’œuvre de Johnston McCulley : Le Fléau de Capistrano de 1919. Des éléments du roman de l'écrivaine chilienne Isabel Allende, Zorro sorti en 2005, sont également repris dans la caractérisation des personnages. Ainsi la mère de Diego était à moitié amérindienne et sa grand-mère chumash est la chaman du village amérindien. Par contre sa sœur jumelle, Inès de la Vega, est un personnage original créé pour la série.

### Fiche technique
- Titre anglais international : Zorro: The Chronicles
- Réalisateur : Olivier Lelardoux
- 2e assistant réalisateur : Nicolas Ruedy
- Scénario : Pierre Sissmann et Annabelle Perrichon (tous les épisodes) ainsi que :

- Benjamin Legrand (2, 6, 21 et 22)
- Claire Paoletti (3, 11, 15 et 18)
- Greg Weisman (5)
- Nicolas Gallet (7, 10, 13, 19, 22 et 25)
- Mathilde Maraninchi (7)
- Antonin Poirée (7)
- Nathalie Reznikoff et Séverine Vuillaume (9, 16 et 23)
- Eric Rondeaux (12, 14, 20 et 24)
- Virginie Boda et Nathalie Mars (13)
- Olivier Bardy (17)

- Directrice littéraire : Alice Boucherit
- Production exécutive : Hélène Maret
- Producteurs associés : John Gertz, Dominique Bourse, Olivier Lelardoux
- Directeur musical et arrangements : Bruno Seznec
- Dessinateurs et coloristes : Julie Capitaine, Quentin Dumas, Xavier Mouton et Ambrogio Sarfati
- Chef décorateur : Renaud Bouet
- Directeurs techniques CGI : Samuel Feuillade et Stéphane Hoarau
- Développeur CGI : Sébastien Courtois
- Monteurs animatiques : Philippe Pelleti et Cécile Rougnaux
- Effets spéciaux : Benjamin Chauvet[8]
- Storyboarders : Fabrice Carron, Gilles Dayez, Alban Lelièvre, Sylvain Girault, Thierry Martin, Marc Sierra
- Superviseur storyboards : Patrick George
- Conformation storyboards : Damien Rigolet
- Chanson du générique : Pierre Sissmann
- Chanteur : Antoine Lelandais
- Studio d'animation : Cyber Group Studios
- Studio d'enregistrement et montage : Piste Rouge[9]
- Traducteur : David Wesley Cox
- Pays d'origine :  France
- Langue originale : français
- Format : couleur
- Nombre de saisons : 1
- Nombre d'épisodes : 26
- Dates de première diffusion :
  - France : 18 octobre 2015

Source : Générique de fin des épisodes

### Diffusion internationale
Le studio vend les droits de diffusion à de nombreux pays. La série est ainsi visible sur VRT et RTBF en Belgique, sur Télé-Québec au Canada et sur RTS en Suisse.
Le 23 juillet 2016, elle est disponible sur la plate-forme Hulu, en espagnol et anglais, pour les États-Unis.
On la retrouve aussi en Asie sur Spectrum pour l'Indonésie et le Sri Lanka et sur la plate forme d'Amazon pour l'Inde. Sur Minimax pour l'Europe de l'Est et sur Al Jazeera pour le Moyen-Orient. Ainsi que First HDTV pour la Russie et Globosat pour le Brésil.
Au total, la série est diffusée dans une centaine de pays.

## Épisodes
| Épisode | Titre français           | Titre anglais international | Date de diffusion Fr | Résumé |
| ------- | ------------------------ | --------------------------- | -------------------- | --- |
| 1       | Le Retour                | The Return                  | 18 octobre 2015      | 1820. Après cinq années d'études à l’Académie Royale de Barcelone, Diego de la Vega et Bernardo rentrent dans leur Californie natale. |
| 2       | La Mine                  | The Mine                    | 18 octobre 2015      | Alors que Diego rend visite à Taïnah, sa grand-mère chumash, il découvre que tous les hommes du village ont été emmenés par les soldats. Avec sa sœur Inès et Bernardo, il se rend au Bal du gouverneur Don Parasol pour enquêter. Le sergent Garcia, incorrigible bavard, parle d'une mine… |
| 3       | Le Piège                 | The Trap                    | 25 octobre 2015      | Le commandant Monasterio monte un plan pour piéger Zorro. Il arrête plusieurs indiens et les enferme dans la caserne sous un prétexte quelconque. Zorro se rend à la caserne en début de soirée, vole les clés à un soldat endormi et libère les indiens, mais les soldats ont encerclé le village. Une course-poursuite sur les toits s'engage... |
| 4       | Deux cœurs rebelles      | Two Rebels Hearts           | 1e novembre 2015     | Don Luis Villalonga et sa fille Carmen sont de retour à Los Angeles après un voyage au Mexique. Don Alejandro et Don Luis sont de vieux amis et espèrent pouvoir organiser le mariage de Diego et Carmen. Mais Carmen est plus intéressée par le mystérieux Zorro que par le paresseux Diego... |
| 5       | Le Maître d'armes        | The Maestro                 | 8 novembre 2015      | Le commandant Monasterio engage un maître d’armes pour entraîner la garnison dans le but de capturer Zorro. Lors d’un entraînement, le vice-roi Don Parasol se présente accompagné de Diego et Bernardo. Ils sont invités à un entraînement privé le lendemain matin. Diego s’y fait passer pour un incompétent n’aimant pas l’effort physique (pour éviter que les gens se demande si c’est lui Zorro) mais le Commandant a alors l’idée d’organiser un tournoi d’escrime pour attirer Zorro... |
| 6       | Les Canons de Monterrey  | The Cannons of Monterey     | 15 novembre 2015     | De bon matin, Bernardo aperçoit le sergent Garcia à l’auberge en train de se vanter d’une mission secrète. Il finit par divulguer à Carlos, l’aubergiste que le commandant est parti avec la garnison à Monterey chercher des canons pour s’en prendre aux indiens. Bernardo se dépêche de rentrer à l’hacienda pour prévenir Diego qui est en train de peindre. Don Alejandro et Don Luis, également présents, estiment que Monasterio va trop loin et décident de s’en mêler avec d’autres caballeros. Zorro doit alors intervenir non seulement pour détruire les canons mais aussi pour éviter que son père ne se fasse prendre... |
| 7       | La Rançon                | The Ransom                  | 22 novembre 2015     | A l’hacienda, Don Alejandro tente de donner une leçon d’escrime à son fils. Alors que les vaqueros ramènent le bétail en prévision de la mise bas des vaches, un étranger se présente aux portes. Don Rodrigo Malapensa, ancien propriétaire de navires ayant fait fortune dans le commerce maritime, souhaite prendre sa « retraite » et s’installer à terre ; pour cela il propose à Don Alejandro d’acheter sa propriété. Son souhait est de devenir le plus grand propriétaire terrien de toute la Californie. Furieux, Alejandro assure qu’il ne vendra jamais. Aucun ranchero n’ayant accepté de vendre, Don Malapensa se rend au pueblo pour se plaindre au Commandant. Au même moment, le sergent Garcia et le caporal Gonzales rentrent penauds à la caserne après avoir été attaqué par Zorro. Profitant de la situation, Malapensa propose un marché à Monasterio qui accepte aussitôt : Malapensa capture Zorro tandis que Monasterio arrête quelques rancheros à la « fidélité douteuse » et lui cède leurs propriétés pour un bon prix… |
| 8       | Le Vrai Visage de Zorro  | Zorro's True Face           | 29 novembre 2015     | A Los Angeles, c’est jour de marché et la fête en l’honneur de l’anniversaire de Sa Majesté le Roi d’Espagne. Tout le monde est présent, Don Rodrigo Malapensa et son fils Antonio croisent les De la Vega et les Villalonga. L’arrivée tardive de Diego attire l’attention de Don Rodrigo. Il fait finalement le rapprochement : et si tout n’était que comédie et que Diego était Zorro ? Il va présenter sa théorie au commandant qui, dans un premier temps, lui rit au nez. Les deux hommes finissent par s’allier pour tenter de piéger Diego... |
| 9       | Zorro et son double      | Zorro and his Double        | 6 décembre 2015      | Inès est au village chumash auprès de sa grand-mère qui lui enseigne la magie des anciens. Elle assiste à l’arrivée des soldats qui viennent « réquisitionner » tous les hommes du village. A Los Angeles, le gouverneur vient voir le Commandant Monasterio qui a une nouvelle idée pour remplir les caisses. Envoyant Bernardo espionner les deux hommes sous un faux prétexte, ils découvrent que le commandant utilise les indiens pour exploiter à nouveau la mine d’argent. Diego veut intervenir mais il est retardé. Inès décide alors de le remplacer en lui empruntant son costume et Tornado... |
| 10      | Zorro le voleur          | Zorro the Thief             | 13 décembre 2015     | Alors qu’Inès, Bernardo et Diego arrivent à Los Angeles, ils assistent au paiement d’un nouvel impôt pour le gouverneur. Les peones ne pouvant pas payer, sont arrêtés. Le soir venu, les soldats escortent l’argent à Monterey. Zorro les piège et leur vole l’or mais en s’enfuyant, il est lui-même attaqué par les deux complices de Don Malapensa qui l’assomment. Après avoir récupéré l’or, ils tentent de démasquer Zorro mais Tornado les en empêche. Ayant perdu l’or, Zorro rentre à l’hacienda mais il est bien déterminé à retrouver l’or. Le lendemain, au village, tout le monde ne parle que du vol réalisé par Zorro. Excitant la foule, Malapensa finit par obtenir une chasse à l’homme et une récompense de 1 000 pesos pour celui qui capturera Zorro... |
| 11      | Le Convoi                | The Cattle Drive            | 20 décembre 2015     | Les De la Vega doivent conduire un troupeau de bovins au marché aux bestiaux de Monterey. Accablé par la chaleur, Diego compte rester à l’hacienda tandis que sa sœur, Bernardo et les vachers convoieront le troupeau. Le sergent Garcia reçoit l’ordre de les escorter pour les protéger. Lors du voyage, un groupe d’indiens Yaquis renégats attaque le convoi. Le sergent Garcia est renvoyé à l’hacienda pour réclamer une rançon auprès de Don Alejandro… |
| 12      | La Cloche de Los Angeles | A Bell for Los Angeles      | 20 décembre 2015     | Diego accompagne plusieurs rancheros et le commandant au port de Monterey pour réceptionner une nouvelle cloche pour Los Angeles. Celle-ci est un don de Don Verdugo. Il a l’espoir d’être ainsi en bonne place pour être nommé alcade. De retour en ville, un Don Malapensa jaloux tente de le discréditer mais Zorro s’en mêle pour détourner l’attention… |
| 13      | La Tornade               | The Tornado                 | 27 décembre 2015     | Une tempête approche sur la région de Los Angeles. Inès s’inquiète pour sa grand-mère et le village chumash qui trouvent refuge dans des grottes. À Los Angeles, Monasterio compte offrir des objets culturels yaquis au gouverneur, objets qui semblent avoir été volés. Cela provoque la colère des renégats yaquis qui les « récupèrent » en se faisant passer pour Zorro. En fuyant les soldats et la tempête, ils se réfugient dans les grottes des chumash... |
| 14      | Un prisonnier encombrant | The Spirit of the Sea       | 3 janvier 2016       | À Monterey, Don Malapensa est au port pour récupérer une caisse tandis que Monasterio est chez le gouverneur pour demander des renforts pour escorter un prisonnier. Sa demande est refusée. Sur le chemin du retour, alors que le commandant peste contre le refus du gouverneur, Malapensa lui donne une idée : construire un port directement à Los Angeles. Convoyer le prisonnier par la mer permettra d’éviter toute attaque. Le seul problème est que le lieu idéal pour le construire se trouve en plein territoire chumash… |
| 15      | Les Grains de la colère  | Grains of Wrath             | 10 janvier 2016      | À Los Angeles, Isabella, femme de Don Verdugo, arrive en ville avec la diligence. Don Alejandro reçoit également l’acte de propriété de nouveaux pâturages qu’il vient d’acheter. Isabella, femme très ambitieuse, craint que la richesse grandissante de De la Vega ne réduise les chances de son mari d’être nommé au poste d’alcade… Au même moment, des marchands de grains sont dévalisés et Malapensa organise une réception… |
| 16      | Le Complot               | The Plot                    | 17 janvier 2016      | Des tensions politiques apparaissent. Les Verdugo souhaitent prendre la tête de Los Angeles grâce au poste d'alcade tandis que Monasterio ne veut pas perdre le contrôle sur la ville. Le gouverneur, tenant en estime le commandant, ne peut faire un choix. Connaissant la vraie nature de Don Malapensa, Doña Isabella le fait chanter : il doit l’aider à discréditer Monasterio et pour cela ils utilisent un faux Zorro qui kidnappe la femme devant le gouverneur. Furieux, Don Parasol lance un ultimatum : Zorro doit être arrêté au plus vite ou le commandant finira dans les mines de sel… |
| 17      | Sécheresse               | Drought                     | 24 janvier 2016      | L’eau vient à manquer. Le puits de la place de Los Angeles est le dernier à fournir le précieux liquide. Le commandant Monasterio en prend le contrôle et rationne l’eau... |
| 18      | La Belle Héritière       | The Desirable Heiress       | 31 janvier 2016      | Don Malapensa souhaite que son fils épouse Inès de la Vega et le pousse à la courtiser. Grâce à ce mariage, il pourra ainsi prendre possession des propriétés et richesses des De la Vega. Mais pour que son fils en hérite, il faut d’abord qu’il se débarrasse de Diego, premier héritier avant Inès... |
| 19      | Un plan imparable        | Foolproof plan              | 7 février 2016       | Piqué au vif par une remarque désobligeante du gouverneur, Monasterio est bien décidé à capturer Zorro. Il décide pour cela de faire arrêter tous les hommes jeunes de Los Angeles. Diego et Bernardo en font partie... |
| 20      | Le Passé englouti        | The Treasure Map            | 14 février 2016      | Un étranger se présente devant le gouverneur Parasol. Cartographe du grand Empire chinois, il possède une carte menant au trésor du corsaire Francis Drake. Le trésor étant caché près de Los Angeles, le gouverneur lui assure l’aide des soldats. Le trésor attire bien des convoitises mais ce qui inquiète le plus Diego est que la carte, couverte de symboles chumash, mène à la grotte servant de tanière à Zorro ! |
| 21      | Les Loups entre eux      | Like Wolves                 | 21 février 2016      | Les hommes de mains de Malapensa cambriolent de nombreuses haciendas et prennent le soin de laisser la marque de Zorro sur leur passage. Les plaintes s’accumulent et pour les gens, Zorro devient un simple voleur. Diego décide de découvrir qui sont les coupables, mais tous ces vols cachent un autre plan de Malapensa. La véritable cible est l’hacienda des Verdugo ! Il a l’intention de récupérer la preuve qui permet à Doña Isabella de le faire chanter... |
| 22      | La Chute                 | The Leap                    | 28 février 2016      | Présents au village, Diego et Bernardo découvrent que la diligence n’arrivera pas à l’heure prévue. Doña Isabella, sachant que celle-ci transporte un coffre rempli d’or, se rend chez Malapensa pour le forcer à le voler, ce qui lui permettrai de financer la campagne politique de son mari pour obtenir le poste d’alcade. Malapensa refuse et au moment de la mettre à la porte, celle-ci découvre accidentellement sa véritable identité : Malapensa est en fait l’ancien capitaine pirate Malavita. Mais le vol à réaliser ne sera pas facile, Zorro et sa sœur veillent... |
| 23      | Le Banni                 | Banished                    | 6 mars 2016          | Inès rend visite à sa grand-mère Taïnah. Elle est témoin de l’arrestation d’un guerrier chumash par les soldats qu’il fuyait depuis deux mois. Excédée, Taïnah décide de rendre visite au gouverneur... |
| 24      | L'Ombrelle rouge         | The Imposter                | 13 mars 2016         | Doña Isabella se rend chez le gouverneur. Elle souhaite que son mari soit nommé alcade, mais elle apprend finalement que le choix de Don Parasol se porte sur Don Alejandro de la Vega. Furieuse, elle croise sur le chemin du retour une jeune fille, Rosa qui ressemble étrangement à Inès de la Vega. Elle décide de l’engager lui faisant croire qu’elle souhaite jouer un tour à une amie. En réalité, son but est de discréditer la famille de Diego qui se retrouve arrêtée pour haute trahison. Diego échappe à l’arrestation et Zorro intervient... |
| 25      | Carte blanche            | Carte Blanche               | 20 mars 2016         | Monasterio et le gouverneur annoncent la construction d’une école à Los Angeles et la nomination de Doña Carmen de Villalonga à la tête de celle-ci. Mais pour la construire, Monasterio lève aussitôt un nouvel impôt. Zorro agit et ridiculise le commandant. Le gouverneur décide donc de nommer son aide, le capitaine Toledano à la tête de la garnison. Il a carte blanche pour agir... |
| 26      | Coup de force            | Force                       | 27 mars 2016         | Tout est calme depuis l’arrestation de Monasterio et la nomination du capitaine Toledano au poste de commandant de la caserne. Diego annonce à sa sœur son souhait de demander la main de Carmen. Ayant entendu la conversation, le sergent Garcia entraîne le jeune homme à la recherche de la jeune femme. Au même moment, Doña Isabella met en route un nouveau plan. Avec la complicité de Toledano, elle piège Don Parasol, l’accusant de corruption. Elle en profite pour faire nommer son mari à la tête de la Californie... |

Source : Épisodes des Chroniques de Zorro

## Univers de la série

### Les personnages
- Don Diego de la Vega : Fils de Don Alejandro de la Vega, riche caballero de Californie et de Taïpurnia, une chamane chumash, il est un jeune homme de 19 ans, tout juste revenu de quatre ans d’études en Espagne avec son ami Bernardo. Retrouvant sa sœur jumelle Inès, il est surpris de découvrir Los Angeles sous la coupe du Commandant Monasterio. Décidant de protéger les faibles et les opprimés, il cache sa véritable nature et se fait passer pour un jeune dandy plus intéressé par la littérature et la peinture, que par le maniement de l’épée ou tout effort physique. Mais il devient, dès la nuit tombée, le justicier Zorro. Rusé et provocateur, excellent escrimeur, il n’hésite pas à ridiculiser les soldats pour protéger les innocents avant de fuir sur son cheval noir, Tornado[3].

- Doña Inès de la Vega : Sœur jumelle de Diego, elle est parfaitement au courant du secret de son frère et fait tout pour l’aider. Jeune femme forte ayant du caractère, elle est une excellente cavalière et sait se battre. Elle aide son père pour gérer l’hacienda et étudie les coutumes des indiens chumash auprès de sa grand-mère Taïnah[3].

- Bernardo : Ami d’enfance de Diego, ses parents ont été tués dans une attaque de pirates alors qu’il était enfant. Adopté par Don Alejandro, il est muet depuis ce jour. Il étudie aux côtés de Diego et le suit dans ses études en Espagne. A son retour en Californie, il se fait passer pour sourd (la cause serait un coup de canon) pour aider Zorro. Aussi bon escrimeur que Diego, il profite de ce que les gens le sous-estiment en raison de son handicap pour espionner[3].

- Doña Carmen de Villalonga : Fille de Don Luis de Villalonga, un riche caballero et ami de Don Alejandro, elle est fiancée à Diego depuis l’enfance. Après un voyage au Mexique, elle retrouve Diego tout juste revenu d’Espagne. Mais déçue par la nouvelle personnalité de son ami, elle est plus attirée par la bravoure du mystérieux justicier Zorro que par l’indolence de Diego[3].

## Distinctions
En 2017, la série est nommée pour le 13e Prix Export Animation de TV France International,,.

## Produits dérivés

### Romans
La série a été adaptée en une série de romans en 7 tomes par Hachette dans sa collection Bibliothèque verte dès octobre 2015. Chaque roman est la novélisation d'un épisode de la série et est écrit par Katherine Quenot :
1. Le Retour du héros, 28 octobre 2015  (ISBN 978-2-0114-6306-7) : reprise de l'épisode 1 : Le retour[41].
2. La Mine secrète, 10 février 2016  (ISBN 978-2-0123-1870-0) : reprise de l'épisode 2 : La mine[42].
3. Un cœur à prendre, 11 mai 2016  (ISBN 978-2-0116-1472-8) : reprise de l'épisode 4 : Deux cœurs rebelles[43].
4. Pris au piège, 10 août 2016  (ISBN 978-2-0119-5673-6) : reprise de l'épisode 3 : Le piège[44].
5. Le Nouveau Voisin, 16 novembre 2016  (ISBN 978-2-0118-0136-4) : reprise de l'épisode 7 : La rançon[45].
6. Mission sauvetage, 15 mars 2017  (ISBN 978-2-0119-5641-5) : reprise de l'épisode 6 : Les canons de Monterey[46].
7. Zorro et son double, 9 août 2017  (ISBN 978-2-0162-6581-9) : reprise de l'épisode 9 : Zorro et son double[47].

### Bande dessinée
En août 2016, l'éditeur Jungle sort Zorro, Les Chroniques, bande dessinée dérivée de la série. Le scénario est écrit par Greg Newman, les dessins sont réalisés par Danilo Loizedda et colorisés par Davide Amici. 

## Éditions en vidéo
L'intégralité de la série est sortie sur cinq DVD à l'unité entre avril 2016 et janvier 2017 : 
1. Retour à l'Hacienda (6 épisodes)
2. Le vrai visage de Zorro (5 épisodes)
3. Un nouvel ennemi (5 épisodes)
4. Un secret en danger (5 épisodes)
5. Coup d'état à Monterey (5 épisodes)

Les trois premiers sont ressortis en octobre 2016 sous forme de coffret.